# Tommaso Biasci
Tommaso Biasci (San Giuliano Terme, 10 novembre 1994) è un calciatore italiano, attaccante del Catanzaro.

## Carriera

### Club
Cresciuto nei settori giovanili di Pisa e Livorno, esordisce tra i professionisti il 27 aprile 2013, nella partita di Serie B vinta per 2-0 contro il Vicenza. Nel luglio del 2014 viene ceduto a titolo temporaneo alla Lucchese, con cui il 14 settembre segna la prima rete in carriera, nella partita di Lega Pro pareggiata per 2-2 contro il Savona.
Il 2 febbraio 2015 lascia i rossoneri per trasferirsi alla Paganese; al termine della stagione rimane svincolato e nel mese di ottobre viene tesserato dal Ponsacco, scendendo così in Serie D. Il 12 luglio 2016 viene firmato dalla Massese, con cui disputa un'incredibile stagione a livello individuale, con 26 reti totali segnate. Il 4 luglio 2017 si lega con un biennale alla Carrarese; il 2 febbraio 2018 rinnova con gli apuani fino al 2020.
Il 22 agosto 2019 viene acquistato dal Carpi, con cui firma un biennale; con gli emiliani si mette in mostra come uno dei migliori giocatori della Serie C, prima di passare nel gennaio del 2021 al Padova in prestito con obbligo di riscatto.
Il 20 gennaio 2022 si trasferisce in prestito con diritto di riscatto al Catanzaro; il 16 giugno viene acquistato a titolo definitivo, firmando un biennale con opzione con i giallorossi. L'anno successivo realizza 16 reti contribuendo alla promozione in Serie B dei calabresi, campionato in cui mancavano da 17 anni, oltreché alla vittoria della Supercoppa Serie C.
In Serie B, campionato in cui Biasci non giocava dal 2013 (ovvero dal suo esordio con la maglia del Livorno), Biasci è protagonista della buona stagione dei calabresi che raggiungono i play-off per la promozione in Serie A; nei play-off i giallorossi sconfiggono al primo turno il Brescia (4-2), per poi affrontare la Cremonese con cui hanno pareggiato per 2-2 in casa all'andata rimontando un doppio svantaggio anche grazie a un gol di Biasci. Tuttavia al ritorno saranno i lombardi ad avere la meglio vincendo per 4-1 ed eliminando la squadra di Biasci.
Il 23 luglio 2024 prolunga fino al 2026 con le Aquile.

### Nazionale
Nel 2015 ha vinto la medaglia d'oro alle Universiadi di Gwangju.

## Statistiche

### Presenze e reti nei club
Statistiche aggiornate al 25 maggio 2025.
| Stagione         | Squadra          | Campionato       | Campionato | Campionato | Coppe nazionali | Coppe nazionali | Coppe nazionali | Coppe continentali | Coppe continentali | Coppe continentali | Altre coppe | Altre coppe | Altre coppe | Totale | Totale |
| Stagione         | Squadra          | Comp             | Pres       | Reti       | Comp            | Pres            | Reti            | Comp               | Pres               | Reti               | Comp        | Pres        | Reti        | Pres   | Reti   |
| ---------------- | ---------------- | ---------------- | ---------- | ---------- | --------------- | --------------- | --------------- | ------------------ | ------------------ | ------------------ | ----------- | ----------- | ----------- | ------ | ------ |
| 2012-2013        | Livorno          | B                | 1          | 0          | CI              | 0               | 0               | -                  | -                  | -                  | -           | -           | -           | 1      | 0      |
| 2013-2014        | Livorno          | A                | 0          | 0          | CI              | 0               | 0               | -                  | -                  | -                  | -           | -           | -           | 0      | 0      |
| Totale Livorno   | Totale Livorno   | Totale Livorno   | 1          | 0          |                 | 0               | 0               |                    | -                  | -                  |             | -           | -           | 1      | 0      |
| 2014-feb. 2015   | Lucchese         | LP               | 11         | 2          | CI-LP           | 2               | 0               | -                  | -                  | -                  | -           | -           | -           | 13     | 2      |
| feb.-giu. 2015   | Paganese         | LP               | 7          | 0          | CI-LP           | -               | -               | -                  | -                  | -                  | -           | -           | -           | 7      | 0      |
| 2015-2016        | Ponsacco         | D                | 26         | 7          | CI-D            | 0               | 0               | -                  | -                  | -                  | -           | -           | -           | 26     | 7      |
| 2016-2017        | Massese          | D                | 32+2       | 24+2       | CI-D            | 1               | 0               | -                  | -                  | -                  | -           | -           | -           | 35     | 26     |
| 2017-2018        | Carrarese        | C                | 35+2       | 9+1        | CI-C            | 2               | 0               | -                  | -                  | -                  | -           | -           | -           | 39     | 10     |
| 2018-2019        | Carrarese        | C                | 33+4       | 4+1        | CI+CI-C         | 1+2             | 0+2             | -                  | -                  | -                  | -           | -           | -           | 40     | 7      |
| ago. 2019        | Carrarese        | C                | 0          | 0          | CI+CI-C         | 2+0             | 0               | -                  | -                  | -                  | -           | -           | -           | 2      | 0      |
| Totale Carrarese | Totale Carrarese | Totale Carrarese | 68+6       | 13+2       |                 | 7               | 2               |                    | -                  | -                  |             | -           | -           | 81     | 17     |
| ago. 2019-2020   | Carpi            | C                | 25+2       | 14+2       | CI+CI-C         | 0+1             | 1               | -                  | -                  | -                  | -           | -           | -           | 28     | 17     |
| 2020-gen. 2021   | Carpi            | C                | 15         | 6          | CI              | 0               | 0               | -                  | -                  | -                  | -           | -           | -           | 15     | 6      |
| Totale Carpi     | Totale Carpi     | Totale Carpi     | 40+2       | 20+2       |                 | 1               | 1               |                    | -                  | -                  |             | -           | -           | 43     | 23     |
| gen.-giu. 2021   | Padova           | C                | 14+5       | 3          | CI              | -               | -               | -                  | -                  | -                  | -           | -           | -           | 19     | 3      |
| 2021-gen. 2022   | Padova           | C                | 8          | 1          | CI+CI-C         | 1+4             | 0+1             | -                  | -                  | -                  | -           | -           | -           | 13     | 2      |
| Totale Padova    | Totale Padova    | Totale Padova    | 22+5       | 4          |                 | 5               | 1               |                    | -                  | -                  |             | -           | -           | 32     | 5      |
| gen.-giu. 2022   | Catanzaro        | C                | 16+4       | 7+1        | CI+CI-C         | -               | -               | -                  | -                  | -                  | -           | -           | -           | 20     | 8      |
| 2022-2023        | Catanzaro        | C                | 36         | 16         | CI+CI-C         | 1+1             | 0+2             | -                  | -                  | -                  | SC-C        | 2           | 1           | 40     | 19     |
| 2023-2024        | Catanzaro        | B                | 36+3       | 10+1       | CI              | 2               | 0               | -                  | -                  | -                  | -           | -           | -           | 41     | 11     |
| 2024-2025        | Catanzaro        | B                | 31+3       | 6          | CI              | 1               | 0               | -                  | -                  | -                  | -           | -           | -           | 35     | 6      |
| Totale Catanzaro | Totale Catanzaro | Totale Catanzaro | 119+10     | 39+2       |                 | 5               | 2               |                    | -                  | -                  |             | 2           | 1           | 136    | 44     |
| Totale carriera  | Totale carriera  | Totale carriera  | 351        | 117        |                 | 21              | 6               |                    | -                  | -                  |             | 2           | 1           | 374    | 124    |

## Palmarès

### Club

#### Competizioni nazionali
- Serie C: 1

Catanzaro: 2022-2023 (Girone C)
- Supercoppa Serie C: 1

Catanzaro: 2023